# Eremitageslottet
För andra betydelser, se Eremitage (olika betydelser).
Eremitageslottet (ofta bara kallat Eremitagen) är ett kungligt lustslott i Jægersborg Dyrehave norr om Köpenhamn, beläget på Eremitageslettens högsta punkt. Slottet byggdes av arkitekten Lauritz de Thurah från 1734 till 1736 åt kung Kristian VI som en plats där kungen kunde hålla taffel under sina parforcejakter.
Eremitageslottet ägs idag av danska staten och står till förfogande för kungahuset. Det används av drottningen och kungafamiljen till kungliga jakter och i samband med den årliga Hubertusjakten.

## Slottets namn
Eremitagen har aldrig varit avsett som residens, utan bara som en plats, där kungen kunde uppehålla sig under sina parforcejakter och hålla taffel. I både det nuvarande slottet och i föregångaren fanns tidigare en "taffelmaskin", som kunde lyfta ett dukat bord upp från köket i källaren till matsalen så att konungen och hans gäster kunde inta middagen utan tjänare, eller "en ermitage" (i ensamhet), därav namnet på slottet.

## Historia

### 1700-talet

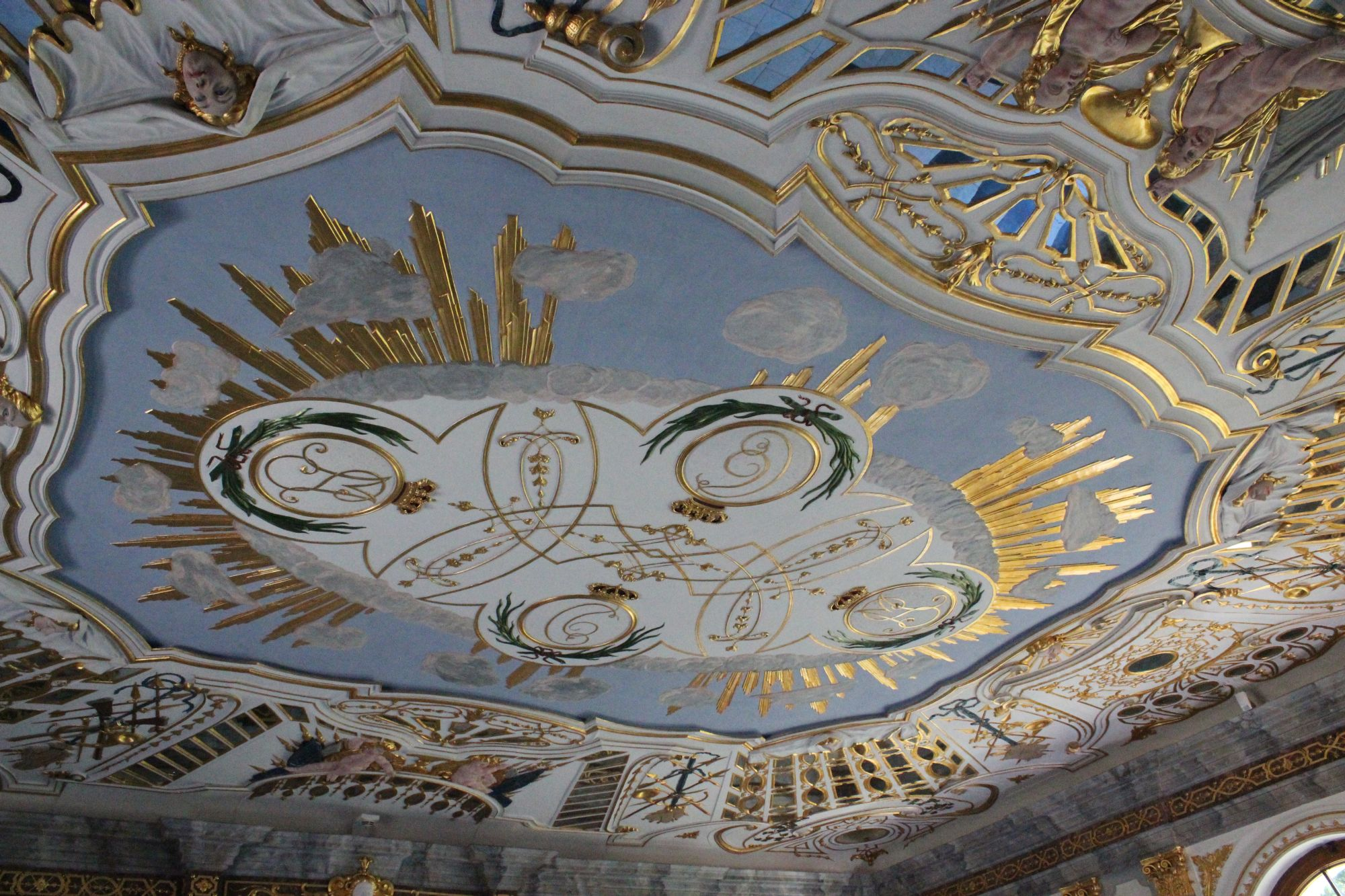
Takdekoration i matsalen.

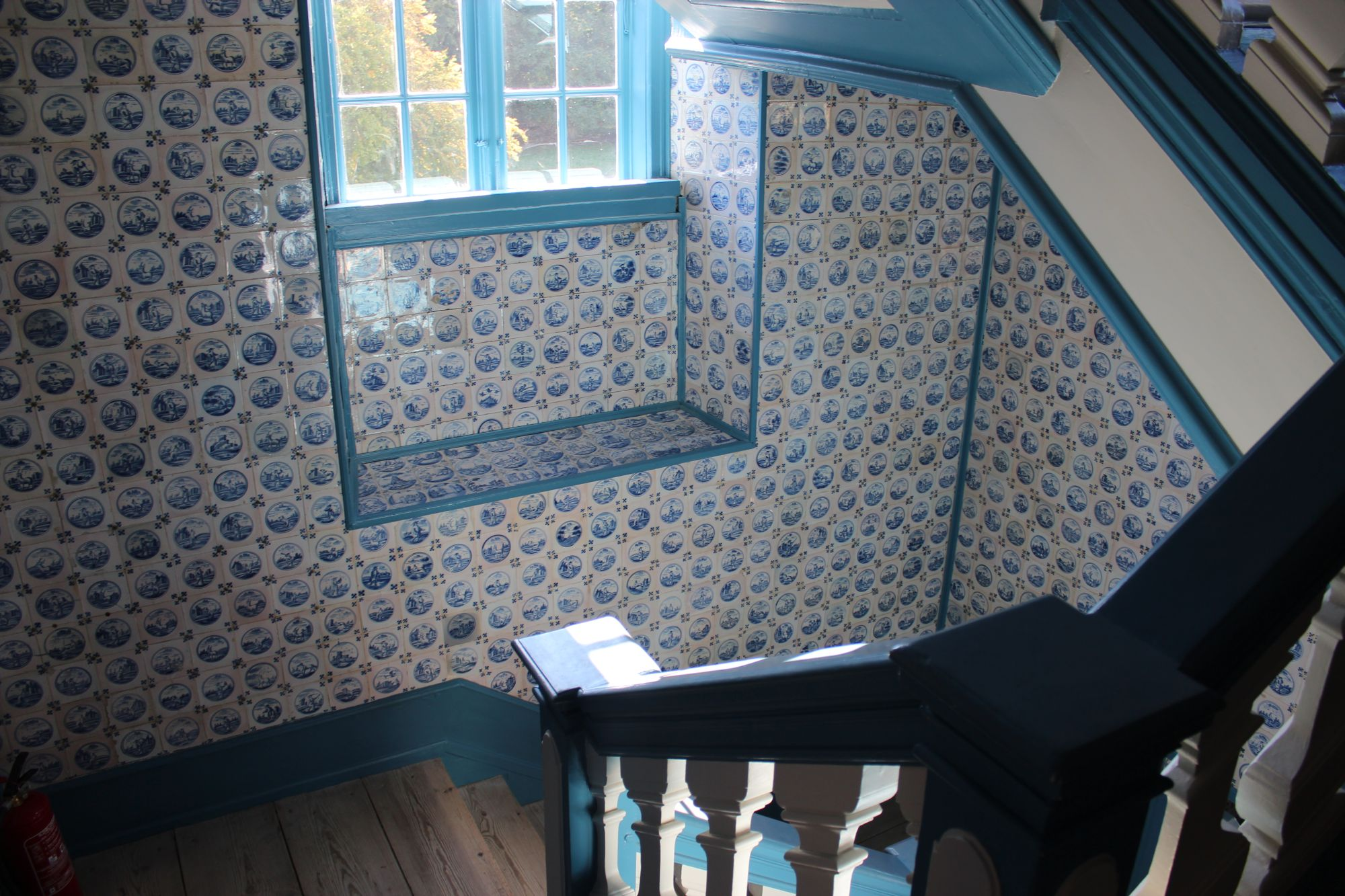
Trapprummet på Eremitageslottet. Kaklet med jaktmotiv är handmålat och framställt på Store Kongensgade Fajancefabrik.

Området runt slottet hade inhägnats för jakt av Kristian V som Jægerborg Dyrehave. Inhägnandet gjorde att befolkningen i området tvångsförflyttades. Bland annat revs byn Stokkerup, så det idag bara är byns gadekær (bydamm) som finns kvar nedanför slottet.
Innan Eremitageslottet byggdes, var det meningen att arkitekten Laurids de Thurah skulle ha restaurerat föregångaren, Hubertushuset. Det var uppfört 1694 av Ole Rømer och arkitekt Hans van Steenwinckel den yngste på tomten av en av de nedlagda gårdarna i Stokkerup och blev använt av Kristian V under hans parforcejakter. Emellertid fann de Turah att slottet var så nedgånget att han istället gjorde ritningar till ett nytt jaktslott och fick dem godkända. 
Slottet uppfördes 1734–1736 under Kristian VI. Namnet fick slottet från den taffelmaskin, som snickarmästare Johan Jeremias Reusse installerade 1736. Den gjorde det möjligt att äta "en ermitage", det vill säga ensamma utan tjänare närvarande. De Thurah inredde rummen i senbarockstil särskilt influerad av österrikiskt mode. Matvåningen har infällda spegelstycken i taket, pilastrar på väggarna och hålls i mörka, brunaktiga toner. Huvudtrapprummet är klätt med handmålad kakel från Store Kongensgade Fajancefabrik i samma stil som fanns i Nederländerna. Att modet redan då höll på att skifta, vittnar ett hörnrum om. Det är en av de tidigaste rokokointeriörerna i Danmark och möjligen utfört av Nicolai Eigtved, vars karriär snart skulle ta fart på de Turahs bekostnad.
Kristian VI använde dock inte slottet särskilt mycket, bland annat eftersom han också upphävde parforcejakten. När hans son Fredrik V kröntes som 23-årig återupplivades parforcejakten och den åtföljande festligheterna på slottet. Den livliga verksamheten fortsatte under Kristian VII, medan Johann Friedrich Struensee hade den reella makten i kungariket. Efter Struensees avrättning 1772 sänkte sig tystnaden över Eremitagen, och byggnaderna förföll långsamt.

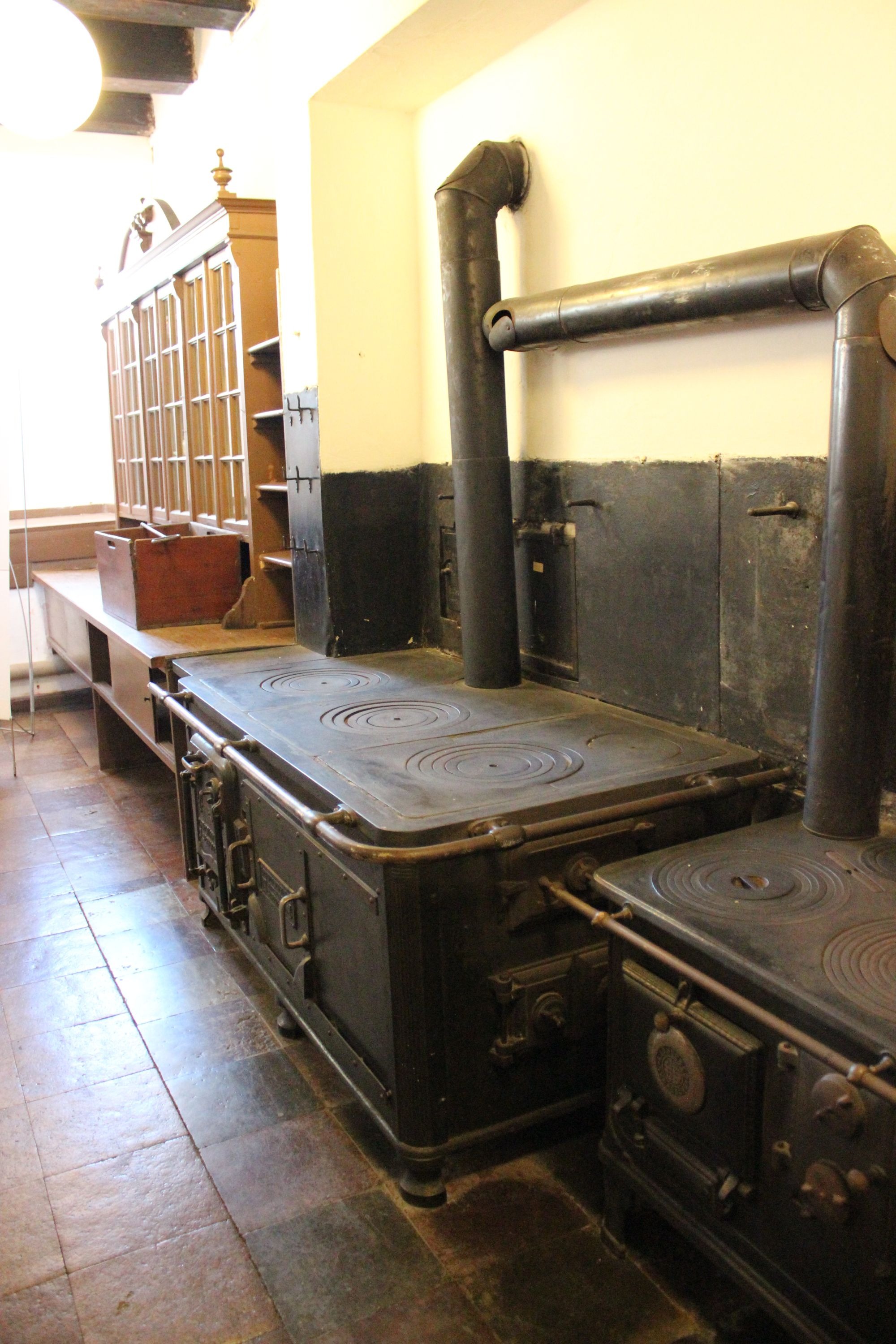
Köket i källaren på Eremitageslottet.

En planerad renovering 1786 blev inte av, då priset på 3 000 rigsdaler var för högt. År 1790 beslutades att riva slottet, men det beslutet var inte populärt i alla kretsar. Drottning Caroline Mathildes tidigare hovjunkare och dåvarande jägmästare för Jægerborg Dyrehave, greve Christian Frederik Ernst Rantzau, kastade sig ut i ett försvar för slottet. Han föreslog kungen att överlämna slottet till honom som sin privata egendom mot att han gjorde slottet tillgängligt för kungen. År 1794 lyckades projektet, och Rantzau fick egendomsrätten till Eremitageslottet, gårdsbyggnaderna och en areal på fem tunnland mark, som omfattade skogen och bevattning som fanns på arealen Magasindammen. 
Priset var avyttringen av tjänstebostaden på Jægerborg, som Rantzau själv låtit renovera, och med handeln följde ett belopp på 300 rigsdaler årligen för underhåll. Kungen hade dock förköpsrätt om Rantzau skulle vilja sälja slottet. Slottet återställdes för 4000 rigsdaler, som Rantzau lånade. Emellertid fann han snabbt att bostaden var obekväm för honom. Den låg dessutom utsatt för vind och väder och avlägset från den övriga civilisationen. 
Rantzau satte ut byggnaderna till försäljning, vilket kom till kungens kännedom. Kungen ville inte att slottet kom i främmande händer och nedlade förbud mot försäljningen. Detta fann Rantzau sig inte i och väckte en stämningsansökan som fann honom berättigad att sälja. Då valde kungen att köpa tillbaka slottet till priset 4000 rigsdaler, det belopp som Rantzau investerat, samt en årlig betalning på 200 rigsdaler, tills Rantzau kunde flytta tillbaka till fribostaden vid Jægersborg. Det skedde 1797, tre år efter att kungen hade sålt slottet.
År 1798 beslutades det att reparera byggnaden för att säkra tak och fackverk, och byggnadens yttre dekorationer togs ner. I spetsen för arbetet stod arkitekt Johann Boye Magens, och som representant för sin tid var han mycket angelägen om att beröva byggnaden utsmyckningen som gjorde den tidstypisk. Detta gällde även omgivningen. Jordvallarna runt slottet togs bort och ett räcke av timmer restes, vilket lämnade byggnaden med vissa disharmoniska proportioner i landskapet.

### 1800-talet

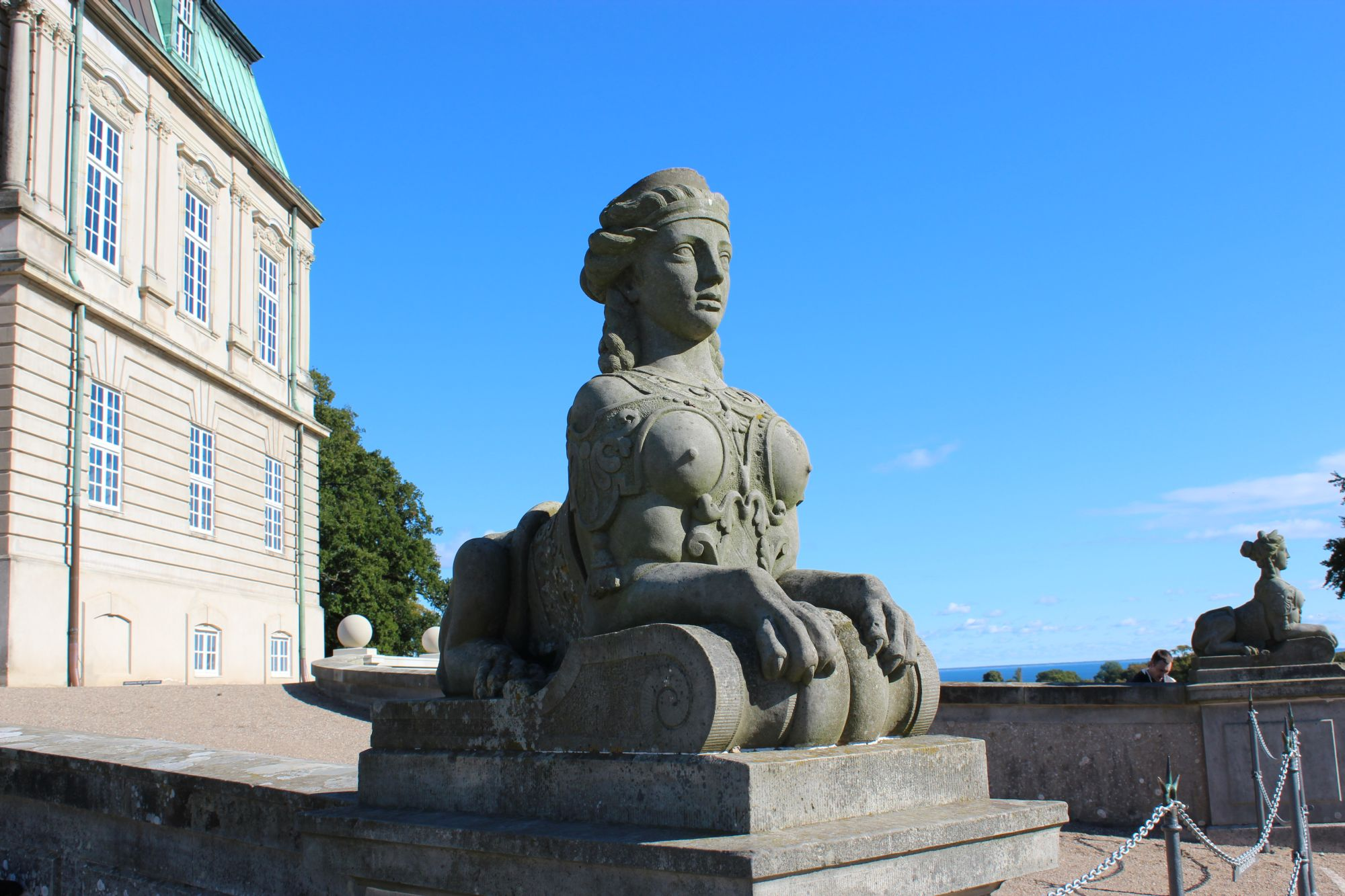
Gripskulptur utanför slottet.

Som kronprins gick och red Fredrik VI ganska ofta på jakt i Dyrehaven, oftast tillsammans med den unge prins Kristian Fredrik, den senare Kristian VIII, och slottet var ofta platsen för jakterna. Den engelska invasionen och belägringen av Köpenhamn satte dock stopp för festligheterna. Belägrarna tog för sig både av Dyrehavens hjortar och av skogen, liksom slottet ofta hyste de objudna gästerna.
Efter freden i Kiel ändrade Fredrik VI Dyrehavens användning. Kungen blev mer och mer militärt inriktad och Eremitagesletten användes till stora truppinspektioner och militärövningar. Slottet var åter i bruk, men nu till luncher för kungen och militärer i samband med övningarna. När Kristian VIII blev kung 1839 fortsatte jakterna, och Eremitagen användes återigen till umgänge. Som något nytt i tiden blev slottet nu även centrum för stora sammankomster och möten.
År 1852 köpte Fredrik VII Skodsborg Palæ, där han vistades mycket av tiden med grevinnan Danner. Platsen var lämplig för ändamålet, eftersom grevinnan inte var särskilt omtyckt i Köpenhamn, och det inte var långt från Frederiksborgs slott och Christiansborgs slott. Under denna tiden hölls ofta politiska förhandlingar på Eremitagen, liksom statsrådsmöten. Bland annat undertecknades Tronfølgeloven av den 31 juli 1853 på slottet. Även den första stora Grundlovsfesten hölls den 5 juni 1854 på Eremitagesletten, där 30 000 människor samlades runt slottet, som var pyntat med flaggor, blomstergirlander och en tribun med en hög festpelare.
I 1861 och 1865 var det återigen stora uppbåd på Eremitagesletten. Under dessa två år hade slesvigarna samlats i huvudstaden och mötet avslutades båda gångerna med festligheter, sista gången med slesvigerne som tyska undersåtar. Vid detta tillfälle restes "Den Slesvigske Sten" för att markera samhörigheten med Danmark. Detta var slutet för de stora folksamlingarna. De efterföljdes istället av flera nya sportgrenar, som blev uppvisade på slätterna kring slottet. Kristian IX gav tillstånd till arrangemangen, och samtidig återupplivade han jakterna med många av de prominenta gästerna från utlandet, som han hade gift bort sina döttrar till.

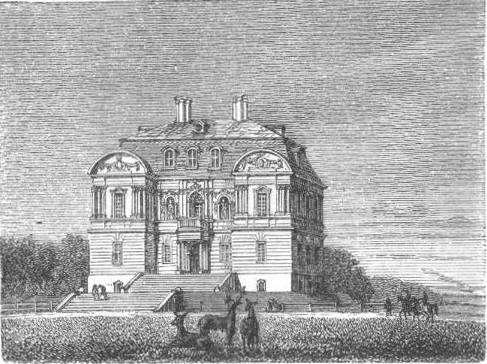
Eremitagen på 1890-talet.

Samtidigt renoverades själva slottet, under ledning av arkitekt Ferdinand Meldahl, som med stor omsorg började omorganisera och renovera trappan mot väster 1882. Åren 1885–1886 restaurerade han med hjälp av skickliga konstnärer de skulpturer som slottet var utsmyckat med från början. Kronor, sköldar och monogram förgylldes och slottet kom att glänsa igen som när det byggdes på Kristian VI:s tid. Slottet gicks också igenom invändigt och de gamla övermålade dekorationerna rengjordes och restaurerades med stor pietetskänsla för originalet. År 1888 återställdes anläggningen utanför slottet även om Thurahs gamla plan inte följdes fullt ut och östsidan aldrig färdigställdes av ekonomiska skäl. Här planterades istället för att skapa en övertäckning av källaren och slottets proportioner på avstånd förbättrades därmed.

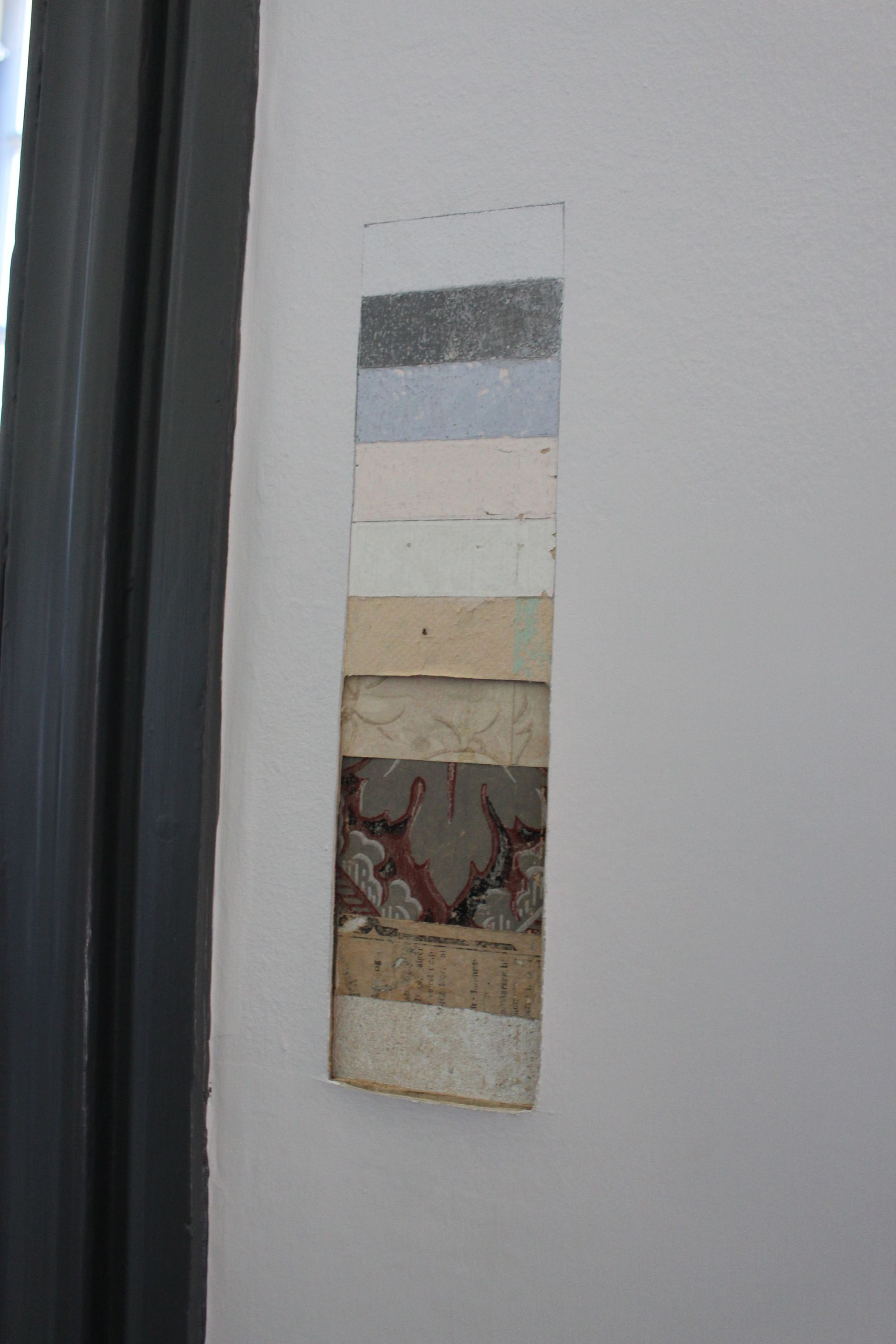
Olika färger och tapet framtagna under renoveringen 2011–2013.

### 1900-talet
Taket hade renoverats med bleck som korroderade redan i början av 1900-talet och 1914–1915 lades taket om med koppar. Ingen vet vilket material det ursprungligen var utfört i, men på grund av byggnadens vädermässigt utsatta läge ansågs koppar vara den bästa lösningen.
När Kristian X blev kung år 1912 blev det liv i Eremitageslottet igen med jaktluncher. Från den tiden finns det också många foton med uppställda jaktsällskap. Sedan fortsatte både Fredrik IX och prins Henrik med jakttraditionen. Slottet genomgick en större renovering 1976–1991, och  2010–2013 blev interiören genomrenoverad till sin "ursprungliga prakt". Slottet är normalt inte öppet för allmänheten, men i samband med renoveringen var det möjligt att beställa biljett för visningar under juli till oktober 2013.
Slottet ägs idag av staten och står till kungahusets förfogande. Det används av drottningen och den kungliga familjen till kungajakter och i samband med den årliga hubertusjakten.

## Galleri

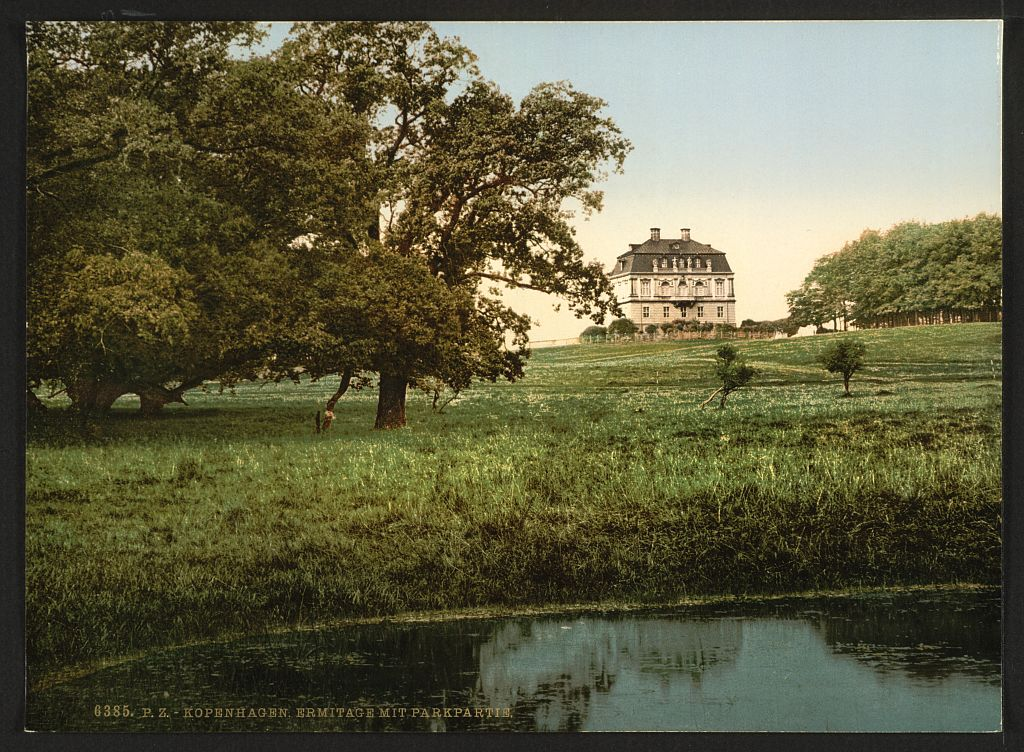
Eremitageslottet med utsikt över dyrehaven
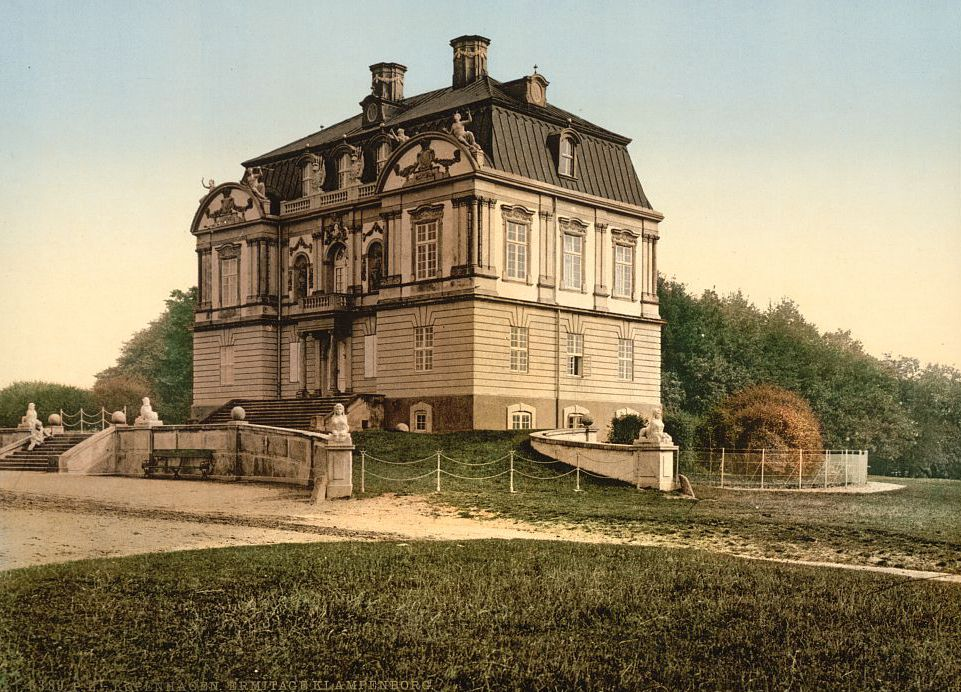
Eremitageslottet
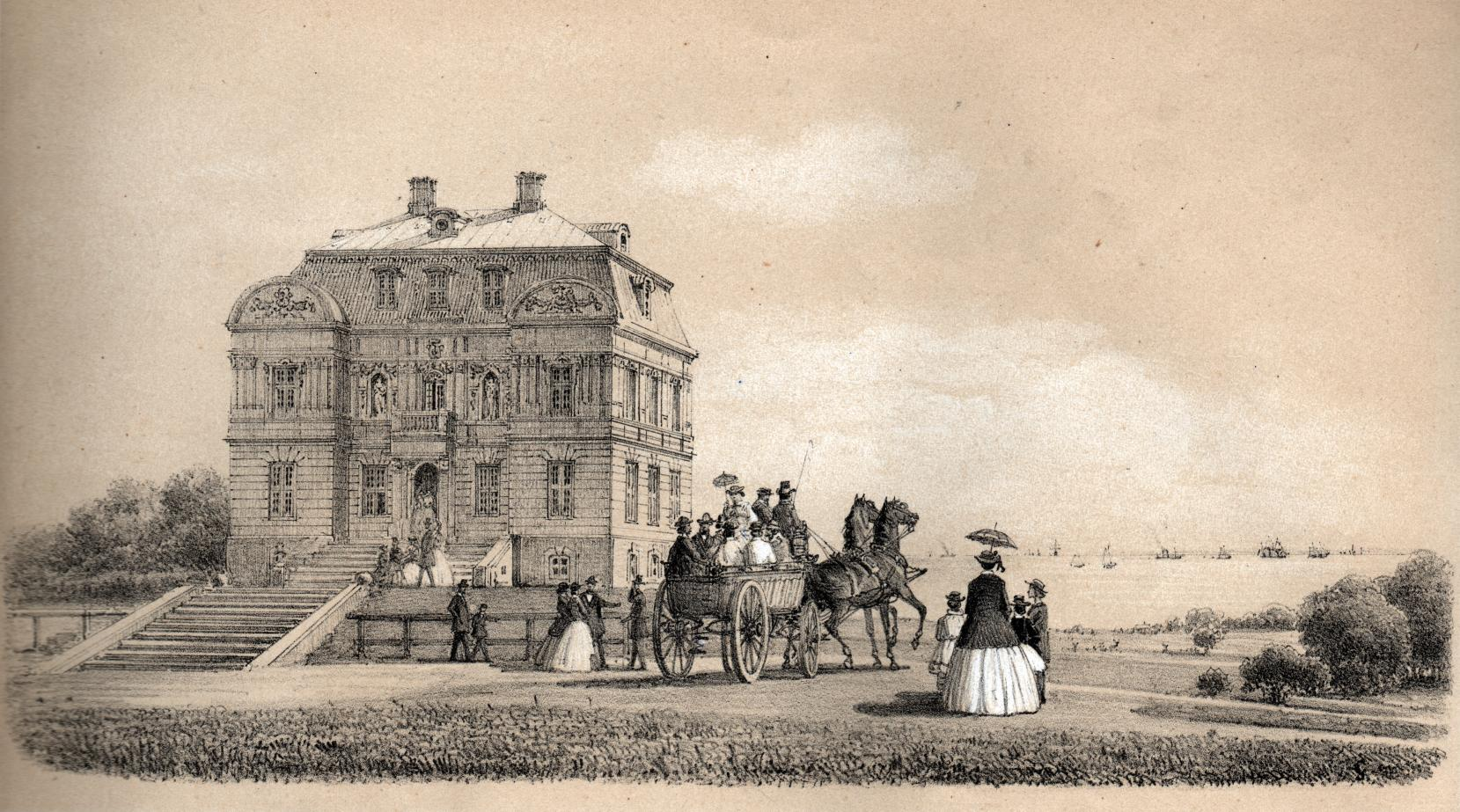
Eremitagen på 1860-talet
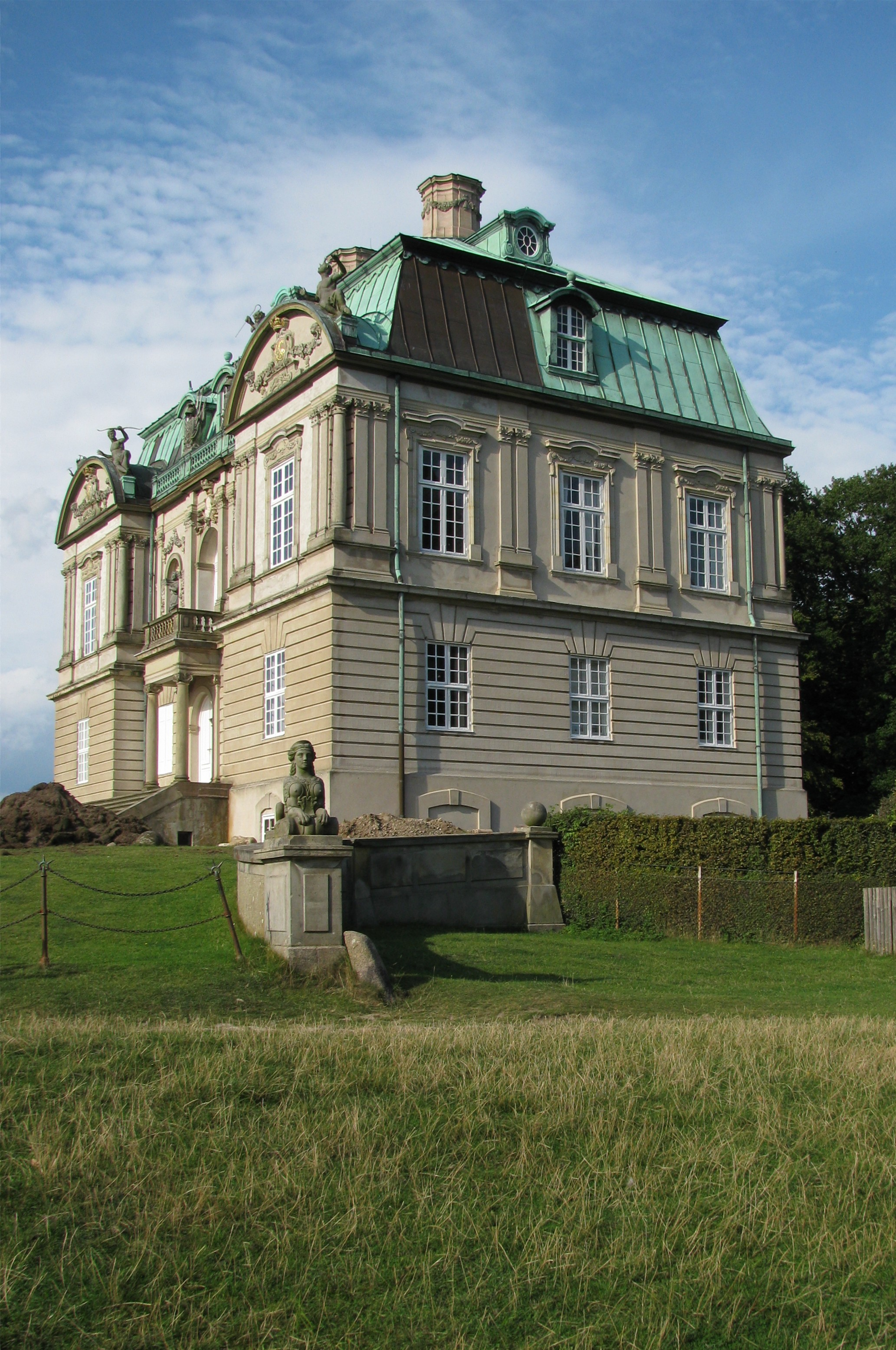
Eremitagen
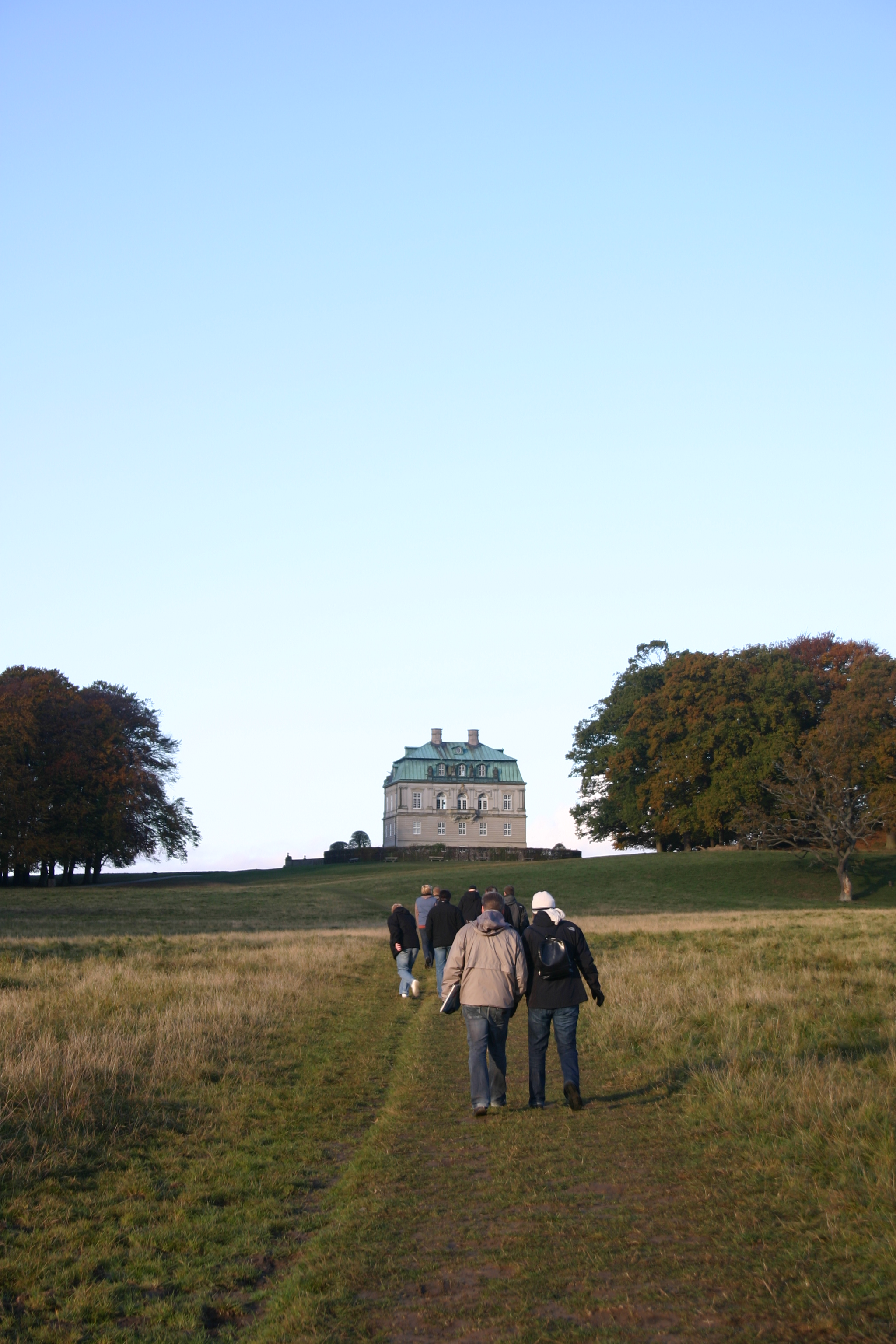
Eremitagesletten
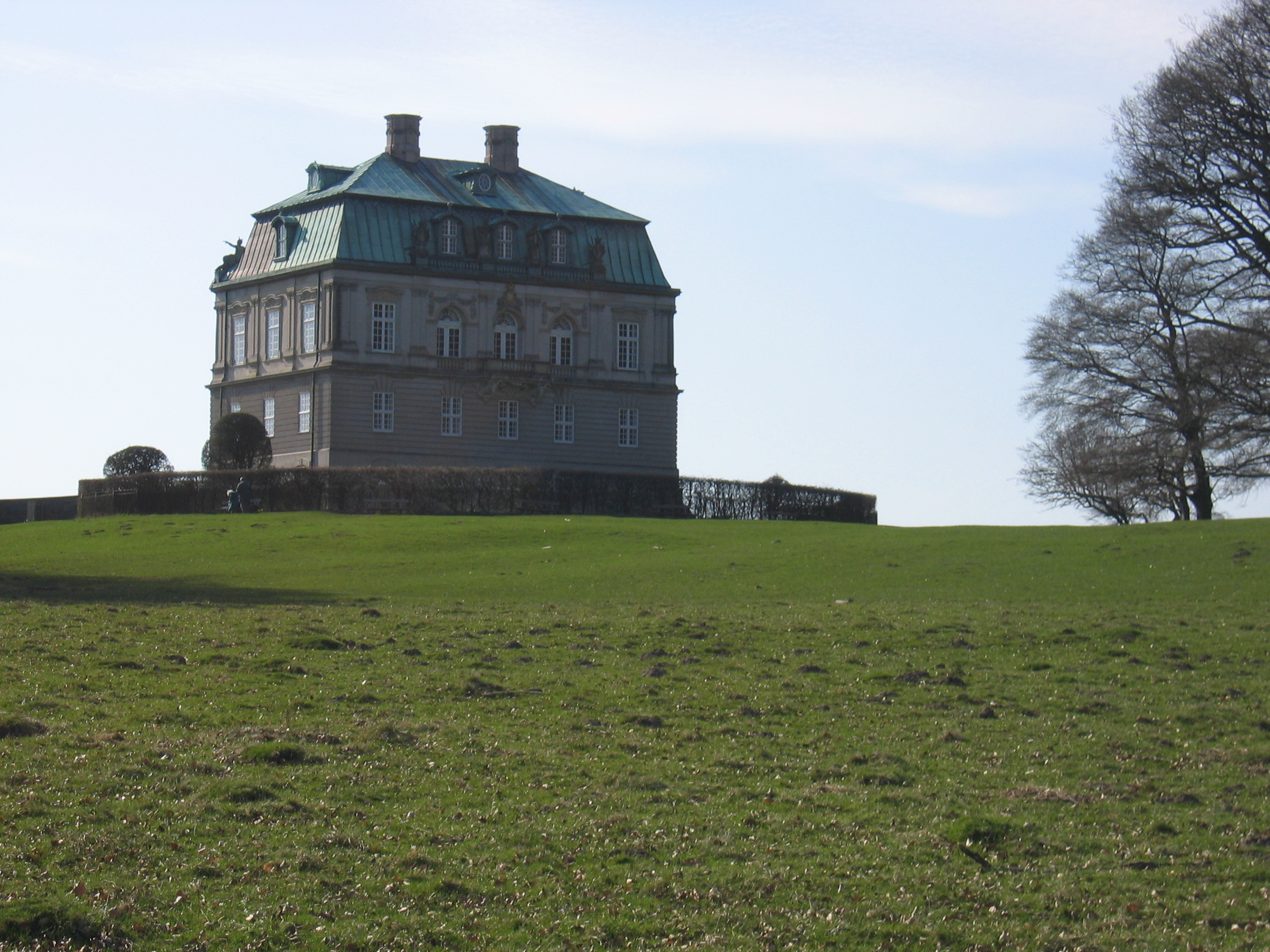
Eremitageslottet sett från sydost
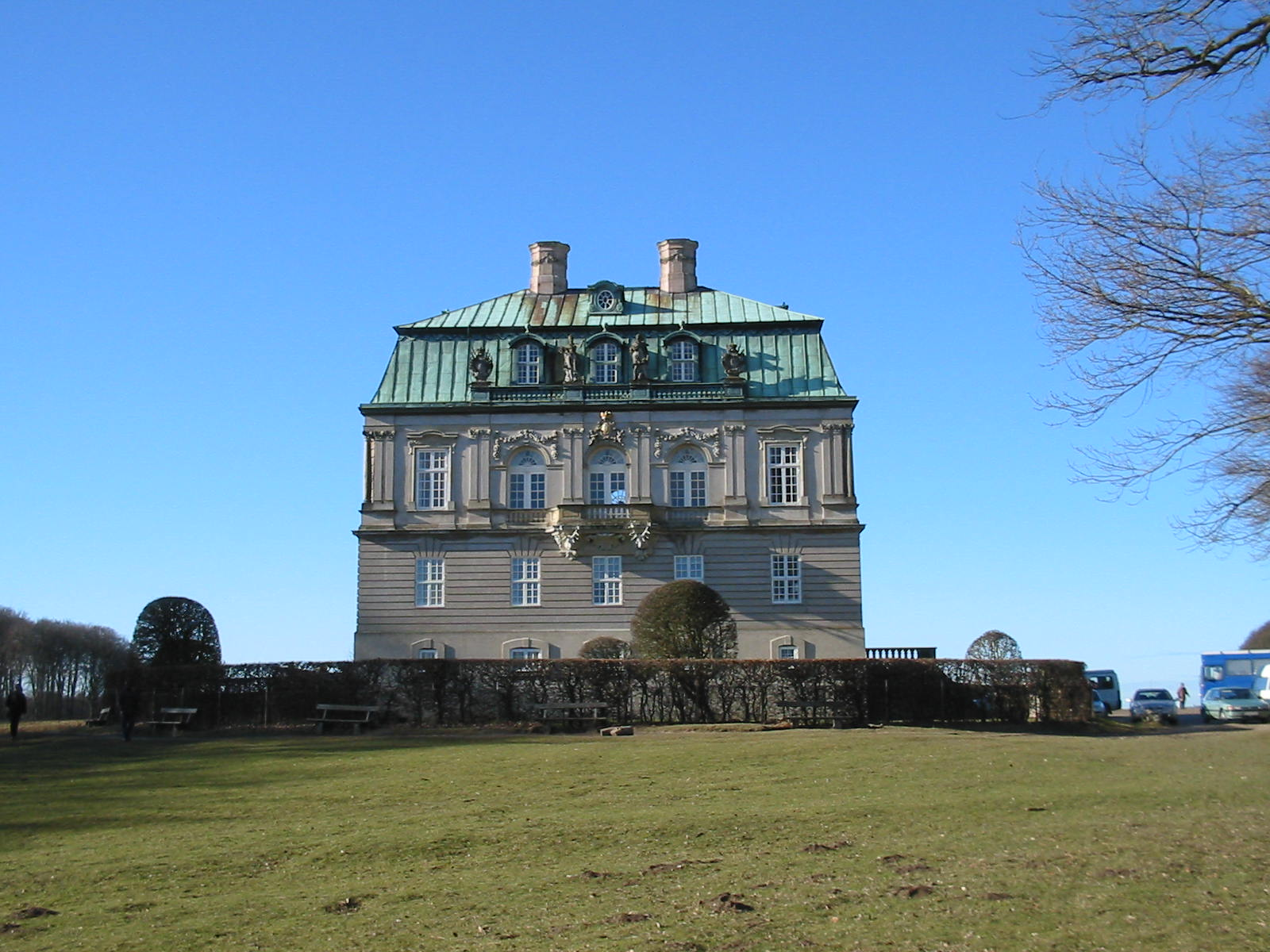
Eremitageslottet sett från öster